# Tutow
Tutow (pol. hist. Tutów) – miejscowość i gmina w Niemczech, w kraju związkowym Meklemburgia-Pomorze Przednie, w powiecie Vorpommern-Greifswald, wchodząca w skład Związku Gmin Jarmen-Tutow.

## Historia
Obecna miejscowość Tutow powstała dopiero w latach trzydziestych XX wieku, po tym jak w roku 1933 na terenach byłego folwarku Wittenwerder zaczęto budowę lotniska wojskowego Tutow. 1 października 1938 roku miejscowość oficjalnie otrzymała nazwę Tutow/Flughafen (pol. Tutow/Lotnisko). Po zakończeniu budowy aż do roku 1945 znajdowała się tam bojowa eskadra lotnicza, głównie z typem samolotów myśliwskich. Tutaj również znajdowała się jedna z największych w III Rzeszy szkoła kształcąca przyszłych pilotów wojskowych. Dodatkowo otwarto filie zakładów zbrojeniowych Arado, produkująca samoloty myśliwskie typu Fw 190.
Po zakończeniu działań wojennych, lotnisko i część infrastruktury zostało zniszczone lub zdemontowane przez Armię Radziecką. Jednak dalej lotnisko było eksploatowane przez NVA i wojska Radzieckie. Od roku 1985 całkowitą kontrolę nad lotniskiem przejęła Armia Radziecka, gdzie od roku 1986 zaczęto budowę bloków mieszkalnych, sklepów, szkoły i całej rzeszy budynków socjalnych przeznaczonych dla żołnierzy radzieckich i ich rodzin. W roku 1994 ostatni żołnierze opuścili jednostkę w Tutow, a bloki mieszkalne zostały przekazane gminie Tutow na potrzeby cywilne.
W niedokończonym w czasie wojny budynku kina i kasyna wojskowego, przy drodze B110, powstała fabryka konserw „VEB Nordfrucht”. Gdzie oprócz przerobu owoców i warzyw, produkowano również znaną w całych wschodnich Niemczech musztardę „Tutower Senf”. W latach 1986–1989 w fabryce, sezonowo pracowały również grupy studentów uczących się na Politechnice Koszalińskiej. Po roku 1990 fabryka została sprywatyzowana i parę razy zmieniała swego właściciela. W końcu fabrykę zamknięto, a produkcję  przeniesiono do miejscowości Stavenhagen, gdzie do tej pory produkuje się musztardę pod nazwą „Tutower Senf”.
Ze względu na wysokie bezrobocie i brak perspektyw, większość, szczególnie młodych ludzi opuściła Tutow szukając lepszego życia w zachodniej części Niemiec. Systematycznie zmniejsza się liczba mieszkańców, która w roku 2004 wynosiła jeszcze 1 550 osób, a dwa lata później już tylko 1 372 osoby. Na chwilę obecną w miejscowości żyje około 1 233 mieszkańców (31 grudnia 2010).
Dzięki ofiarności mieszkańców i sponsorów w roku 2009 stworzono dwa nowe place zabaw dla dzieci. Ze względu na ograniczony budżet, prace przygotowawcze i budowę placu wykonali mieszkańcy w ramach czynu społecznego, a wielka gala otwarcia nastąpiła 1 czerwca 2009 roku. Wielkim wkładem i zaangażowaniem wykazała się także Ochotnicza Straż Pożarna Tutow, dzięki której możliwa jest organizacja różnego rodzaju imprez rozrywkowych dla dzieci i dla dorosłych.